# John Dew (kardinal)
John Atcherley Dew (Waipawa, 5. svibnja 1948.) novozelandski je rimokatolički biskup. Bio je šesti rimokatolički nadbiskup Wellingtona i metropolit Novog Zelanda, koji je služio od 2005. do 2023. godine.
Papa Franjo je 14. veljače 2015. godine proglasio Dewa članom Kardinalskog zbora s naslovom kardinal-svećenik Sant'Ippolita. Postao je četvrti novozelandski kardinal, pridruživši se Thomasu Williamsu, koji više nije imao pravo sudjelovati u papinskoj konklavi.